# Shack Mountain
Shack Mountain è una residenza situata nei pressi di Charlottesville, in Virginia, che rappresenta un omaggio allo stile architettonico di Thomas Jefferson. Venne progettata e realizzata da Fiske Kimball (1881-1955) come sua abitazione personale. Kimball, storico dell'architettura e fondatore della Scuola di Architettura dell'Università della Virginia, è riconosciuto per aver ridato lustro alla reputazione di Jefferson come talento dell'architettura. Il nome della casa deriva dalla famiglia Shackelford, che possedette e colonizzò la proprietà nel XVIII secolo.

## Storia
Concepita come residenza per il suo ritiro, la casa si ispira al progetto di Jefferson per Farmington. La costruzione di Shack Mountain ebbe luogo tra il 1935 e il 1936. Proprio come Jefferson a Monticello, Kimball scelse un sito con una vista dominante sulle colline boscose intorno a Charlottesville. Sebbene l'intenzione di Kimball fosse quella di chiamarla Tusculum, il nome "Shack Mountain", legato ai precedenti proprietari del terreno, rimase in uso.  Kimball e sua moglie Marie utilizzarono la casa come rifugio, principalmente durante il periodo natalizio e per due settimane a giugno, fino alla loro scomparsa avvenuta nel 1955. Tramite testamento, lasciarono la proprietà al Philadelphia Museum of Art, di cui Kimball era stato direttore. Successivamente, il museo vendette la casa a W. Bedford Moore III, professore di ingegneria presso l'Università della Virginia.

## Descrizione
Shack Mountain è una casa ad un piano a forma di T, caratterizzata da due spazi ottagonali sporgenti ai lati della facciata principale. Di fronte al lato lungo dell'ottagono si trova un portico toscano con colonne gemelle in stucco. Le finestre sono per lo più a ghigliottina con tre ante. Il tetto è a padiglione in metallo con giunto a battura a bassa pendenza, che armonizza con il portico. Le balaustre esterne presentano un motivo decorativo cinese stile Chippendale. L'ingresso avviene attraverso il portico, con la porta principale che conduce a un vestibolo rotondo poco profondo che sporge nel salotto semi-ottagonale sul lato sinistro, dotato di una porta curva, omaggio al Padiglione IX dell'Università della Virginia. Una nicchia corrispondente conduce al corridoio trasversale, mentre un'altra porta conduce alla sala da pranzo che occupa il lato destro del volume ottagonale anteriore. Una dependance sul retro ospita cucine e camere da letto, nessuna delle quali presenta caratteristiche stilistiche particolari. Un seminterrato ospita locali di servizio.
Shack Mountain è stata inserita nel National Register of Historic Places il 1º settembre 1976 ed è stata dichiarata monumento storico nazionale il 5 ottobre 1992, in virtù del suo legame con Fiske Kimball. La casa si trova circa 3,2 chilometri a nord-nord-ovest di Charlottesville.